# James B. Fry

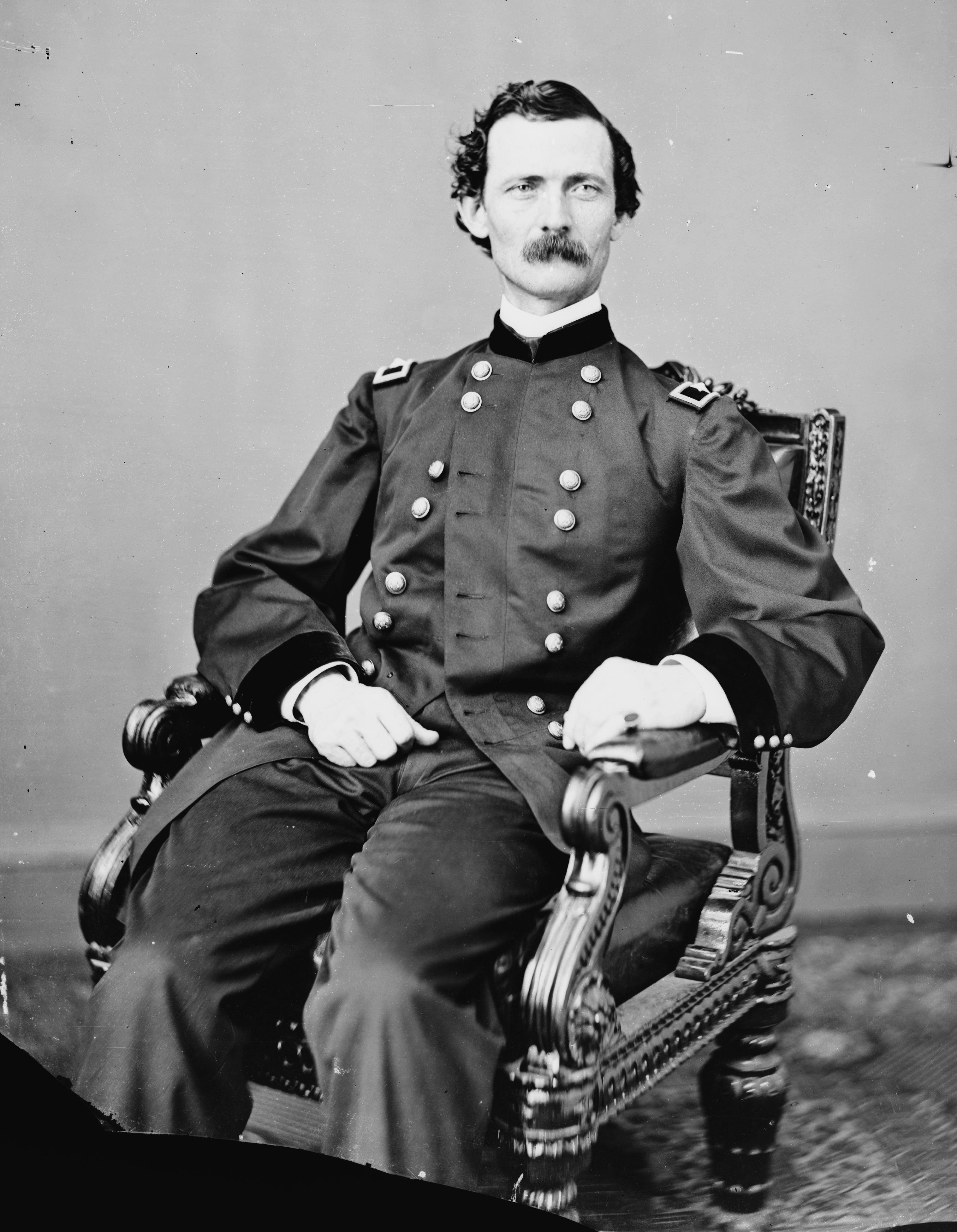
James B. Fry

James Barnet Fry (* 22. Februar 1827 in Carrollton, Illinois; † 11. Juli 1894 in Newport, Rhode Island) war ein US-amerikanischer General und Militärorganisator.
Fry wurde auf der Militärakademie in West Point ausgebildet und trat anschließend 1847 in das Heer der Vereinigten Staaten von Amerika ein. Er nahm am Feldzug gegen Mexiko teil und wurde anschließend Lehrer an der Militärakademie West Point. Während des Bürgerkrieges kämpfte er von 1861 bis 1863 gegen die Südstaaten.
Als Generalprofos fiel ihm 1863 die Aufgabe zu, die seit 1863 eingeführte Konskription durchzusetzen und dem Heer den notwendigen Ersatz zu schaffen. Fry hob bis 1866 1.120.621 Rekruten aus, ließ 76.562 Fahnenflüchtlinge einbringen und hatte zum Ende des Bürgerkrieges noch 2.254.063 Militärpflichtige in seinen Musterrollen. Sein Büro wurde durch das Gesetz vom 28. August 1866 aufgelöst.
James B. Fry starb am 11. Juli 1894 in Newport.

## Schriften
- Final report of the operations of the Provost Marshalgeneral of the United States. (1863–1866).
- Historical and legal effect of brevets in the armies of Great Britain and the United States. New York (1877).